# 坪野站
坪野站（日语：／ Tsubono eki */?）是位於廣島縣山縣郡加計町坪野（現時：安藝太田町坪野），西日本旅客鐵道（JR西日本）可部線的鐵路車站（廢站）。

## 歴史

### 年表
- 1954年（昭和29年）3月30日：國鐵可部線布站至加計站開通，此站啟用[1]。當時為客運車站[1]。
- 1987年（昭和62年）4月1日：伴隨國鐵分割民營化，車站由西日本旅客鐵道（JR西日本）營運[1]。
- 2003年（平成15年）12月1日：車站廢除。

### 站名的由來
車站名稱取自所在地的大字。原本為坪野村。

## 車站構造
此站是地面車站，設有1面1線的單式月台。此站為一座無人車站，沒有站舍。在月台上設有候車室。在候車室西南方設有樓梯出入口。

## 車站周邊
車站位於村落中央。在與可部線並行的國道191號（及國道433號重疊區間）中，由於沒有路牌指示前往此站，因此比較難發現此站的存在。在車站西邊（靠近三段峽一方）約500米設有國鐵營業距離突破二萬公里的紀念碑（1954年建立）。（現時由於該處變為了道路，因此紀念碑已被遷移）

## 現狀
現時候車室、月台和路軌全部已經被撤走。

## 相鄰車站
西日本旅客鐵道（JR西日本）
可部線
水內－坪野－田之尻

## 注腳
1. 1 2 3 4  石野哲（編）.  初版. JTB. 1998-10-01: 282. ISBN 978-4-533-02980-6 （日语）.

## 相關項目
- 日本鐵路車站列表 Tsu